# 士蔑
士蔑（?—?），中国春秋時期晋国政治人物，士氏，阴地大夫。
前491年，楚国北扩，蛮子赤逃亡到晋国的阴地（今河南省卢氏县一带）。楚国逼近上洛（今陕西省商洛市）。威胁阴地的命大夫士蔑说：“晋楚有盟，好恶与共。盟约不废，寡君之愿也。不然，将打通少习山（在今陕西省商南县境内）再听晋国之命。”晋国的执政赵简子，认为晋国刚刚结束范氏、中行氏之乱，让士蔑把人交给楚国。士蔑假称要分给蛮子赤土地，让蛮子赤来听占卜，趁机逮捕了蛮子赤及蛮国五个大夫，在三户（今河南省淅川县西）交给楚军。。